# Куропатники (Івано-Франківський район)
Куропа́тники — село в Україні, у Бурштинській міській громаді Івано-Франківського району Івано-Франківської області. Населення становить 294 особи.

## Історія
Першу письмову згадку про село датовано 1437 роком.
У податковому реєстрі 1515 року в селі документується 4 лани (близько 100 га) оброблюваної землі.
У 1939 році в селі мешкало 850 осіб, з них: 720 українців, 120 латинників та 10 євреїв.